# Diaphorodoris luteocincta
Diaphorodoris luteocincta är en snäckart som först beskrevs av Michael Sars 1870.  Diaphorodoris luteocincta ingår i släktet Diaphorodoris och familjen Onchidorididae.

## Underarter
Arten delas in i följande underarter:
- D. l. luteocincta
- D. l. alba

## Bildgalleri

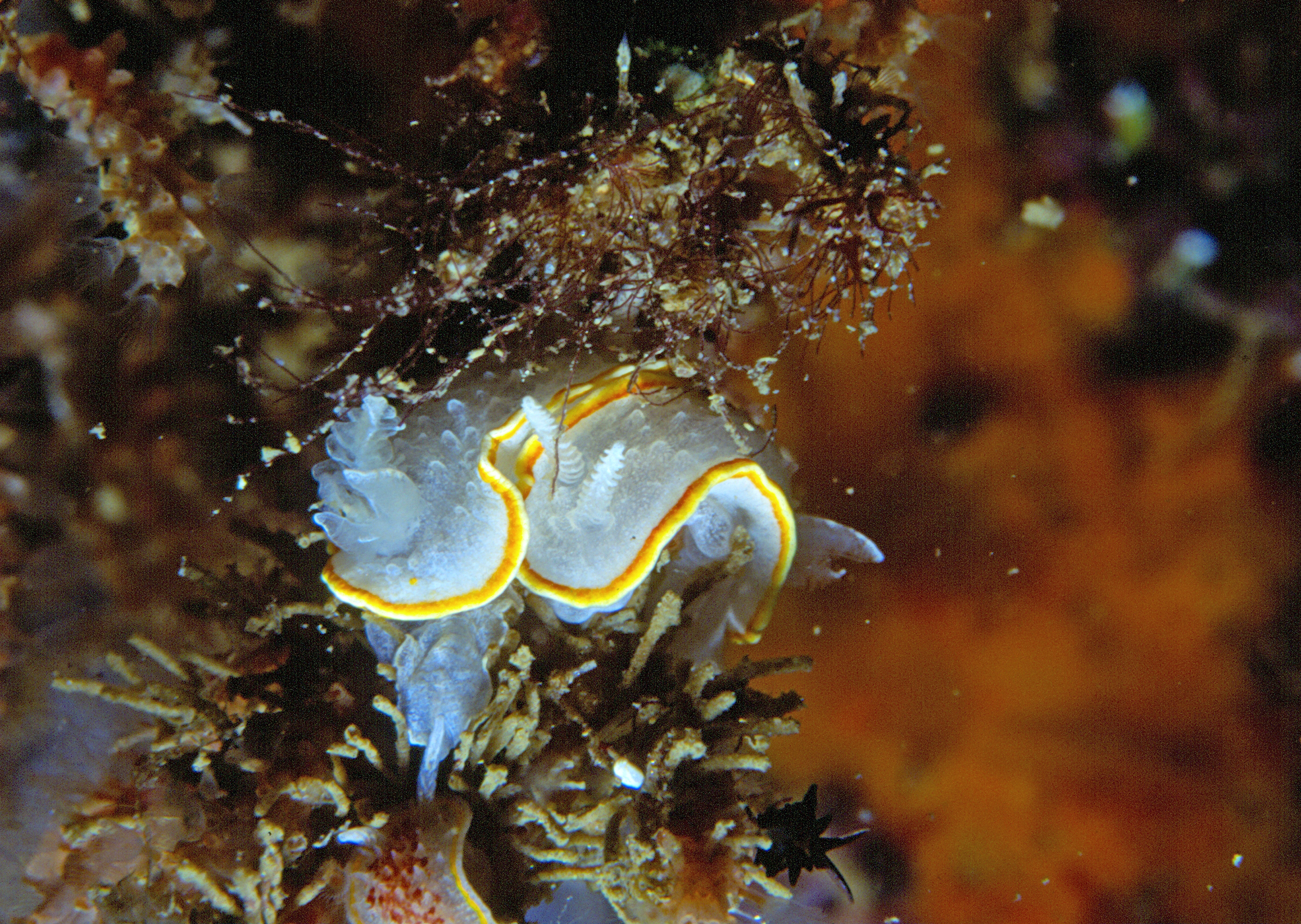
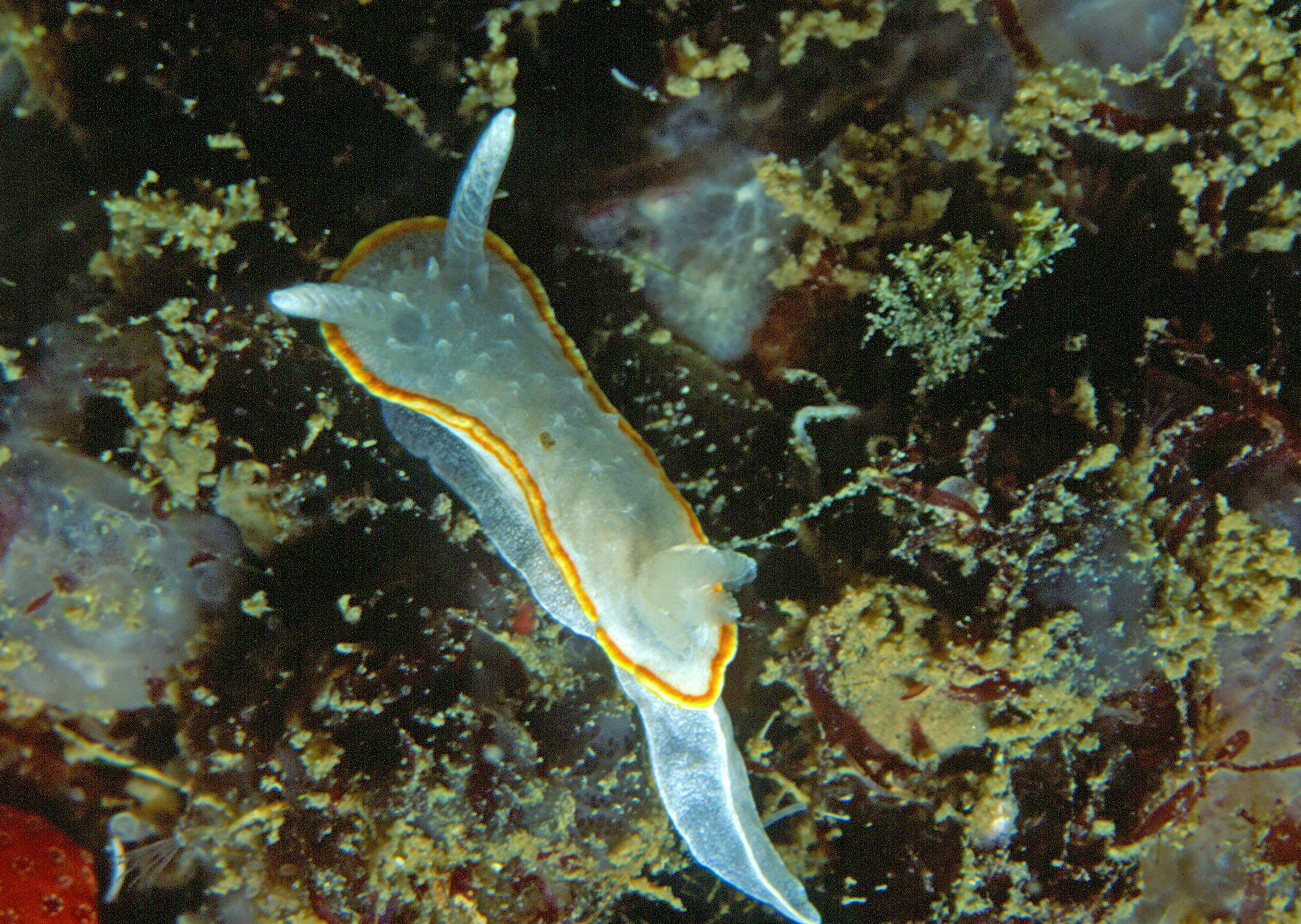